# Guerre du whisky
La guerre du whisky (en anglais : Whisky War ou Liquor Wars ; en danois : Den dansk-canadiske grænsekonflikt ou whiskykrigen) était une pseudo-confrontation entre le Danemark et le Canada pour le contrôle de l'île Hans. Des années 1930 à 2022, l'île Hans était l'objet d'un désaccord entre les deux nations.
Il est intéressant de noter que des gisements de gaz ont été trouvés sous l'île Hans mais qu'ils sont trop profonds pour pouvoir être exploités à ce jour.
Le journal canadien The Globe and Mail rapporte le 10 juin 2022, que les gouvernements canadien et danois se sont mis d'accord sur une frontière sur l'île. Les détails de cette frontière sont dévoilés le 14 juin 2022.

## Contexte
L'île Hans est située au milieu du passage Kennedy entre le Groenland et l'île d'Ellesmere. Une ligne théorique au milieu du détroit traverse l'île. Le Canada et le Danemark n'ont pas pu s'entendre sur le statut de l'île Hans en 1973, lorsqu'un traité frontalier a été signé, laissant une lacune dans la description de cette frontière.

## Début du conflit
En 1984, le Canada provoqua le Danemark en plantant son drapeau sur l'île et en laissant une bouteille de whisky canadien. Le ministre danois des Affaires du Groenland se rendit sur l'île la même année avec un drapeau danois, une bouteille d'aquavit et une lettre indiquant « Bienvenue sur l'île danoise » (Velkommen til den danske ø). Ce rituel avec des bouteilles de whisky et d'aquavit a eu lieu plusieurs fois jusqu'à la résolution du conflit.

## Résolution du conflit
Les deux pays sont convenus d'un processus en 2005 pour résoudre le problème.
Lors d'une conférence de presse le 14 juin 2022 annonçant la fin du conflit par la division de l'île et la création de la première frontière terrestre entre l'Europe et le Canada, la ministre des Affaires étrangères canadienne Mélanie Joly et le ministre danois des Affaires étrangères Jeppe Kofod ont échangé des bouteilles d'alcool. Mélanie Joly a souligné que le conflit — « que beaucoup ont surnommé la guerre du whisky » — était « la plus amicale de toutes les guerres ». Jeppe Kofod a déclaré de son côté que la résolution du conflit intervenait au moment où « l’ordre international fondé sur le droit se trouve sous pression », et que les valeurs démocratiques sont « attaquées », en référence à la guerre en Ukraine.

## Chronologie
- 1980–1983 : l'entreprise canadienne Dome Petroleum conduit des recherches sur l'île et les alentours.
- 1984 : le Canada plante un drapeau sur l'île.
- 1984 : Tom Høyem, ministre danois pour les Affaires du Groenland, se rend en hélicoptère sur l'île pour placer le drapeau du Danemark et une bouteille.
- 1988 : le patrouilleur danois HDMS Tulugaq se rend sur l'île et y construit un cairn et un mât de drapeau danois.
- 1995 : Le navire danois Geodesy se rend sur l'île et place un nouveau poteau et drapeau.
- 2022 : résolution du différend.